# Nimbapanchax
Nimbapanchax ist eine Gattung aus der Familie Nothobranchiidae und gehört zur Gruppe der Eierlegenden Zahnkarpfen. Die Arten dieser Gattung erreichen eine Standardlänge von 6 cm und bewohnen meist flache Bäche und Randbereiche von Sümpfen in Waldgebieten Westafrikas.

## Merkmale
Die Arten der Gattung Nimbapanchax unterscheiden sich von den Arten der nah verwandten Gattungen Archiaphyosemion, Callopanchax, und Scriptaphyosemion durch einen fächerförmigen Wirbelbogen am zweiten Wirbel.

## Arten
Die Gattung Nimbapanchax umfasst folgende fünf Arten:
- Nimbapanchax jeanpoli (Berkenkamp & Etzel, 1979)
- Nimbapanchax maeseni (Poll, 1941)
- Nimbapanchax melanopterygius Sonnenberg & Busch, 2009
- Nimbapanchax petersi (Sauvage, 1882)
- Nimbapanchax viridis (Ladiges & Roloff, 1973)